# Kolosej
Kolosêj, prvotno Flávijski amfiteáter (latinsko Amphitheatrum Flavium, italijansko Anfiteatro Flavio ali Colosseo), je velikanski amfiteater sredi mesta Rim. Prvotno naj bi po ocenah sprejel med 50 000 in 80 000 gledalcev in se je uporabljal za gladiatorske boje in druge javne predstave. Je največji amfiteater, kar jih je bilo zgrajenih. Stoji vzhodno od Rimskega foruma. Gradnja se je začela med letoma 70 in 72 n. št. pod cesarjem Vespazijanom in se končala leta 80 n. št. pod cesarjem Titom, do neke mere pa so ga preoblikovali v času vladanja cesarja Domicijana. Ti trije cesarji so bili znani kot Flavijci in amfiteater je bil v latinščini poimenovan po njihovi družini (Flavius). 
Kolosej se je uporabljal okrog 500 let, tudi še v 6. stoletju, precej po tradicionalnem datumu padca Rima leta 476. Poleg gladiatorskih iger so se tu odvijale še številne druge predstave, npr. lažne morske bitke, lov na živali, usmrtitve, poustvaritve znamenitih bitk in drame na osnovi klasične mitologije. Pozneje, v srednjem veku, se je zgradba uporabljala za najrazličnejše namene, npr. za bivališča, delavnice, prostore verskega reda, kot trdnjava in kot krščansko svetišče.
Čeprav je Kolosej danes zaradi potresov in tatov kamnov precej porušen, je že dolgo simbol Rimskega imperija in eden od najveličastnejših ohranjenih primerov rimske arhitekture. Je med najbolj priljubljenimi turističnimi znamenitostmi sodobnega Rima in še vedno tesno povezan z Rimskokatoliško cerkvijo. Papež vsako leto na veliki petek vodi do Koloseja procesijo »Križevega pota« z baklami.

## Ime
Prvotno latinsko ime Koloseja je bilo Amphitheatrum Flavium (Flavijski amfiteater). Stavbo so zgradili cesarji rodbine Flavijcev, ki so nasledili Nerona. Rimljani so se že v antiki lahko sklicevali na Kolosej z neuradnim imenom Amphitheatrum Caesareum (s Caesareum, pridevnikom, ki se nanaša na naslov Caesar), vendar je bilo to ime morda strogo poetično, saj ni veljalo izključno za Kolosej; Vespazijan in Tit, graditelja Koloseja, sta tudi v Puteoli (sodobnem Pozzuoli) zgradila istoimenski amfiteater.
Ime Kolosej naj bi izhajalo od kolosalnega kipa Nerona, ki je nekoč stal v bližini. Ta kip so pozneje Neronovi nasledniki preuredili v podobo Helija ali Apolona, tako da so mu dodali primerno sijočo krono. Nato so ga pogosto imenovali Colossus solis. Neronovo glavo so večkrat zamenjali tudi z glavami naslednjih cesarjev. Kljub poganskim povezavam je kip stal še v srednjeveški dobi, pripisovali so mu magične moči. Prikazovali so ga kot ikonični simbol stalnosti Rima.
V 8. stoletju je epigram, ki so ga pripisovali Bedi, ki je slavil simbolični pomen kipa v prerokbi, ki je različno citirana: Quamdiu stat Colisæus, stat et Roma; quando cadet colisæus, cadet et Roma; quando cadet Roma, cadet et mundus (dokler stoji kolos, bo tudi Rim; ko pade kolos, bo padel Rim; ko pade Rim, pade tudi svet). To je pogosto napačno prevedeno, da se nanaša na Kolosej in ne na kolos (kot na primer Byronova pesnitev Childe Harold's Pilgrimage). Vendar pa se je v času, ko je pisal psevdo-Bede, slovnični spol coliseus nanašal na kip namesto na Flavijski amfiteater.
Kolos je na koncu padel ali so ga mogoče podrli za recikliranje brona. Do leta 1000 so ime Colosseum skovali za amfiteater iz bližnjega Colossus Solis. Sam kip je bil v veliki meri pozabljen in je ohranjena le njegova osnova, ki leži med Kolosejem in bližnjim templjem Venere in Rome.
Ime se je v srednjem veku nadalje razvilo v Coliseum. V Italiji je amfiteater še vedno znan kot il Colosseo, drugi romanski jeziki pa so začeli uporabljati podobne oblike, kot so Coloseumul (romunščina), le Colisée (francoščina), el Coliseo (španščina) in o Coliseu (portugalščina).

## Zgodovina

### Gradnja, otvoritev in rimska obnova
Izbrano mesto je bilo ravno območje na dnu nizke doline med Celiom, Eskvilinom in Palatinskim gričem, skozi katero je tekel kanaliziran potok, pa tudi umetno jezero / močvirje. Do 2. stoletja pred našim štetjem je bilo območje gosto naseljeno. Uničil ga je velik rimski požar leta 64 n. št., po katerem je Neron zasegel večji del območja, da bi ga dodal v svojo osebno domeno. Na mestu je postavil veličasten Domus Aurea, pred katerim je ustvaril umetno jezero, obkroženo s paviljoni, vrtovi in portiki. Obstoječi akvadukt Aqua Claudia je bil razširjen za oskrbo z vodo in v bližini na vhodu v Domus Aurea postavljen  velikanski bronasti Neronov kolos.
Čeprav se je kolos ohranil, je bil velik del Domus Auree porušen. Jezero je bilo napolnjeno in zemljišče  bilo ponovno uporabljeno kot lokacija za nov Flavijev amfiteater. Gladiatorske šole in druge podporne stavbe so bile zgrajene v bližini znotraj nekdanjega območja Domus Aurea. Odločitev Vespazijana, da na mestu Neronovega jezera zgradi Kolosej, je mogoče razumeti kot populistično gesto, da bi ljudem vrnil območje mesta, ki si ga je Neron prisvojil za lastno uporabo. V nasprotju s številnimi drugimi amfiteatri, ki so bili nameščeni na obrobju mesta, je bil Kolosej zgrajen v središču mesta, ki ga je simbolično in natančno postavil v osrčje Rima.
Gradnjo so financirali z obilnimi spolijami, ki so jih odvzeli iz judovskega templja, potem ko je veliki judovski upor leta 70 n. št. pripeljal do obleganja Jeruzalema. Glede na rekonstruiran napis, ki so ga našli na mestu, je »cesar Vespazijan ukazal, da se ta novi amfiteater postavi iz njegovega splošnega deleža v plenu«. Pogosto se domneva, da so judovske vojne ujetnike pripeljali nazaj v Rim, da bi prispevali k delovni sili, potrebni za gradnjo amfiteatra, vendar za to ni nobenih antičnih dokazov. Skupaj s tem brezplačnim virom nekvalificirane delovne sile so se ekipe profesionalnih rimskih gradbenikov, inženirjev, umetnikov, slikarjev in dekoraterjev lotevale bolj specializiranih nalog, potrebnih za gradnjo Koloseja. Kolosej je bil zgrajen iz več različnih materialov: lesa, apnenca, tufa, ploščic, betona in malte.
Gradnja Koloseja se je začela pod vladavino Vespazijana približno leta 70–72 (73–75 po nekaterih virih). Kolosej je bil do Vespazijanove smrti leta 79 dokončan do tretjega nadstropja. Najvišjo raven je dokončal njegov sin Tit Flavij v 80. letih, otvoritvene igre pa so bile organizirane leta 80 ali 81. Kasij Dion pripoveduje, da je bilo med otvoritvenimi igrami v amfiteatru ubitih več kot 9.000 divjih živali. Ob slavnostni otvoritvi je bil izdan spominski kovanec. Stavba je bila preurejena že pod Vespazijanovim mlajšim sinom, novoimenovanim cesarjem Domicijanom, ki je zgradil hipogej, niz predorov, ki so bili namenjeni nastanitvi živali in sužnjev. Na vrh Koloseja je dodal tudi galerijo, da bi povečal sedežno zmogljivost.
Leta 217 je velik požar (ki ga je povzročila strela, po Kasiju Dionu) močno poškodoval Kolosej, uničil je lesene zgornje nivoje notranjosti amfiteatra. Popolnoma popravljen je bil šele okoli leta 240, nadaljnja popravila pa leta 250 ali 252 in spet leta 320. Gladiatorski boji se zadnjič omenjajo okoli leta 435. Iz napisa so razvidna različna dela obnov pod Teodozijem II. in Valentinijanom III. (vladala 425–455), mogoče popravila škode, ki jo je povzročil velik potres leta 443. Sledilo je več del leta 484 in 508. Prizorišče se je še naprej uporabljalo za tekmovanja vse do 6. stoletja. Lov na živali se je nadaljeval vsaj do leta 523, ko je Anicius Maximus slavil svoje konzulstvo z nekaterimi venationes (lov na živali), kar je kralj Teoderik Veliki kritiziral zaradi visokih stroškov.

### Srednji vek
Kolosej je doživel več korenitih sprememb uporabe. Do poznega 6. stoletja je bila v zgradbo amfiteatra vgrajena majhna kapela, ki pa očitno ni dala nobenega posebnega verskega pomena stavbi kot celoti. Prizorišče je bilo preurejeno v pokopališče. Številni obokani prostori v arkadah pod sedeži so bili spremenjeni v stanovanja in delavnice, zabeleženi še vedno v najemu še v 12. stoletju. Okoli leta 1200 je družina Frangipani prevzela Kolosej in ga utrdila, očitno pa ga je uporabila kot grad.
Veliki potres leta 1349 je na Koloseju povzročil hudo škodo, zaradi česar se je zrušila zunanja južna stran, ki je ležala na manj stabilnem aluvialnem terenu. Velik del porušenega kamna je bil ponovno uporabljen za gradnjo palač, cerkva, bolnišnic in drugih zgradb drugje v Rimu. V severno tretjino Koloseja se je sredi 14. stoletja preselil verski red in ga poseljeval vse do začetka 19. stoletja. Notranjost amfiteatra je bila v veliki meri odstranjena kamna, ki je bil ponovno uporabljen drugje ali (v primeru marmornate fasade) spremenjena vžgano apno. Bronaste spojke, ki so združevale klesance, so bile izkopane iz sten, kar je puščalo številne poškodbe, ki se vidijo še danes.

### Sodobnost
V 16. in 17. stoletju so cerkveni uradniki iskali produktivno vlogo Koloseja. Papež Sikst V. (1585–1590) je načrtoval, da bi stavbo spremenil v tovarno volne, da bi zaposlil rimske prostitutke, čeprav je ta predlog padel z njegovo prezgodnjo smrtjo. Kardinal Altieri je leta 1671 dovolil njegovo uporabo za bikoborbe; javni protest je povzročil, da se je ideja naglo opustila.
Papež Benedikt XIV. je leta 1749 potrdil stališče, da je Kolosej sveto mesto, kjer so mučili zgodnje kristjane. Prepovedal je uporabo kot kamnolom in stavbo posvetil Kristusovemu trpljenju ter postavil postaje Križevega pota in ga razglasil za posvečenega s krvjo krščanskih mučencev, ki so tam umrli. Vendar ni nobenih zgodovinskih dokazov, ki bi podpirali trditev Benedikta, niti ni nobenih dokazov, da bi kdo pred 16. stoletjem predlagal, da bi bilo tako; katoliška enciklopedija sklepa, da ni nobene zgodovinske podlage za domnevo, razen razumne domneve, ki bi jo nekateri mnogi mučenci morda imeli.
Kasneje so papeži sprožili različne projekte stabilizacije in obnove, tako da so odstranili obsežno vegetacijo, ki je zaraščala strukturo in grozila, da jo bo poškodovala. Fasada je bila ojačana s trikotnimi opečnimi klini v letih 1807 in 1827, notranjost pa je bila popravljena v letih 1831, 1846 in v 1930-ih. Podkonstrukcija arene je bila delno izkopana v letih 1810–1814 in 1874, v 1930-ih pa pod Benitom Mussolinijem v celoti izpostavljena.
Kolosej je danes ena najbolj priljubljenih turističnih znamenitosti Rima, ki letno sprejeme milijone obiskovalcev. Učinki onesnaževanja in splošnega poslabšanja so sčasoma spodbudili obsežen program obnove, ki je bil izveden med letoma 1993 in 2000 in sicer s stroški 40 milijard italijanskih lir (20,6 milijona EUR po cenah iz leta 2000).
Kolosej je v zadnjih letih postal simbol mednarodne kampanje proti smrtni kazni, ki je bila v Italiji ukinjena leta 1948. Pred Kolosejem je bilo leta 2000 več demonstracij proti smrtni kazni. Od takrat je kot gesta proti smrtna kazen, lokalne oblasti v Rimu spremenijo barvo nočne osvetlitve Koloseja iz bele v zlato vsakič, ko oseba, obsojena na smrtno kazen kjer koli na svetu, dobi kazen spremenjeno ali je izpuščena ali če pristojni ukinejo smrtna kazen. Kolosej je bil nazadnje osvetljen z zlatom novembra 2012 po odpravi smrtne kazni v ameriški zvezni državi Connecticut aprila 2012.
Zaradi porušenega stanja notranjosti je uporaba Koloseja za prireditve nepraktična; na začasnih sedežih  lahko sedi le nekaj sto gledalcev. Vendar pa so bili večji koncerti tik pred zunanjostjo in so uporabili Kolosej kot kuliso. Med izvajalci, ki so v zadnjih letih tu nastopali, so bili Ray Charles (maj 2002),  Paul McCartney (maj 2003), Elton John (september 2005) in Billy Joel (julij 2006).

## Opis

### Zunanjost
Za razliko od zgodnejših grških gledališč, ki so bila vgrajena v pobočja, je Kolosej povsem prosto stoječa zgradba. Osnovna zunanja in notranja arhitektura izhajata iz arhitekture dveh rimskih gledališč obrnjenih drugo proti drugem. V tlorisu je eliptičen, dolg 189 metrov in širok 156 metrov, osnovna površina 24.000 kvadratnih metrov. Višina zunanje stene je 48 metrov. Obod je prvotno meril 545 metrov. Osrednja arena je ovalna, dolga 87 m in široka 55 m, obdana z zidom, visokim 5 m, nad katerim se dvigajo tribune s sedeži.
Za zunanjo steno naj bi bilo potrebno več kot 100.000 kubičnih metrov travertinskega kamna, ki je bil postavljen brez malte; skupaj jih je držalo 300 ton železnih sponk. Vendar pa je skozi stoletja utrpela veliko škodo, saj so se v potresih zrušili veliki segmenti. Severna stran obodne stene še stoji; značilni trikotni opečni klini na vsakem koncu so sodobni dodatki, ki so jih zgradili v začetku 19. stoletja, da so obzidali steno. Preostali del današnje zunanjosti Koloseja je pravzaprav prvotna notranja stena.
Ohranjeni del monumentalne fasade zunanje stene obsega tri nadstropja arkad, ki jih pokriva podij, na katerem stoji visoka atika, ki jo v rednih presledkih prebijajo okna. Arkade so uokvirjene s pol stebri dorskega, jonskega in korintskega reda, atika pa je okrašena s korintskimi pilastri. Vsak lok v arkadah drugega in tretjega nadstropja je vseboval kipe, ki so verjetno častili božanstva in druge figure iz klasične mitologije.
Okrog vrha atike je bilo postavljenih dvesto štirideset konzol. Prvotno so podpirale uvlečno tendo, znano kot velarium, ki je gledalcem nudila zaščito pred soncem in dežjem. Sestavljena je bila iz platnene mreže, podobne mreži iz vrvi, z luknjo v sredini. Zajela je dve tretjini arene in se spustila proti sredini, da je zajela veter, ki je pihljal na občinstvo. Mornarji, ki so bili posebej najeti iz rimskega mornariškega štaba v Misenumu in nastanjeni v bližnjem Castra Misenatium, so bili uporabljeni za delo z velarijem.
Zaradi velikega števila obiskovalcev je bilo nujno, da se prizorišče hitro zapolni ali evakuira. Arhitekti so sprejeli rešitve, ki so zelo podobne tistim, ki se uporabljajo v sodobnih fazah za reševanje istega problema. Amfiteater je imel na tleh osemdeset vhodov, od tega so jih 76 uporabljali navadni gledalci. Vsak vhod in izhod je bil oštevilčen, prav tako vsako stopnišče. Severni glavni vhod je bil rezerviran za rimskega cesarja in njegove spremljevalce, ostali trije osni vhodi pa je najverjetneje uporabljala elita. Vsi štirje osni vhodi so bili bogato okrašeni s poslikanimi štukaturnimi reliefi, od katerih so ostali fragmenti. Številni prvotni zunanji vhodi so izginili s porušenjem obodne stene, ohranjeni so vhodi XXIII (23) v LIIII (54).
Gledalci so dobili vstopnice v obliki oštevilčenih lončarskih drobcev, ki so jih usmerili v ustrezen odsek in vrsto. Do svojih sedežev so dostopali preko vomitoria, prehodov, ki so se odpirali v stopnjo s sedeži od spodaj ali od zadaj. Ti so ljudi hitro razpršili na svoje sedeže in po zaključku dogodka ali v nujni evakuaciji so lahko dovolili njihov izhod v samo nekaj minutah. Ime vomitoria izhaja iz latinske besede za hiter izcedek. 

### Notranjost tribun
Po Codex-Calendar 354 bi lahko Kolosej sprejel 87.000 ljudi, čeprav sodobne ocene znašajo približno 50.000. Sedeli so v večplastni ureditvi, ki je odražala togo stratificirano naravo rimske družbe. Na severnem in južnem koncu so bili cesarji in vestalske device v posebni loži, kar je omogočilo najboljše poglede na areno. Naslednja stopnja na isti ravni je bila široka ploščad ali podij za senatorski razred, ki jim je bilo dovoljeno prinesti svoje stole. Imena nekaterih senatorjev iz 5. stoletja je še vedno mogoče videti vklesane v kamen, domnevno rezerviran sedež za njihovo uporabo.
Stopnjo nad senatorji, znano kot maenianum primum, je zasedel nesenatorski plemiški razred ali vitezi (equites). Naslednja stopnja navzgor, maenianum secundum, je bila prvotno rezervirana za navadne rimske državljane (plebejce) in je bila razdeljena na dva oddelka. Spodnji del (imum) je bil za premožne državljane, zgornji del (summum) pa za revne državljane. Za druge družbene skupine so bili določeni posebni sektorji: na primer fantje z njihovimi učitelji, vojaki na dopustu, tuji dostojanstveniki, pisarji, duhovniki, itd. Kamnite (in pozneje marmornate) sedežne garniture so bile zagotovljene za meščane in plemiče, ki bi najbrž s seboj prinesli svoje blazine. Napisi so identificirali območja, rezervirana za posebne skupine. Še ena raven, maenianum secundum in legneis, je bila dodana na samem vrhu stavbe v času vladavine Domicijana. Ta je sestavljala galerijo za navadne uboge, sužnje in ženske. Bila bi bodisi samo stojišča, bodisi je imela zelo strme lesene klopi. Nekaterim skupinam je bil dostop v Kolosej prepovedan, zlasti grobarjem, igralcem in nekdanjim gladiatorjem.
Vsaka stopnja je bila razdeljena na odseke (maeniana) z ukrivljenimi prehodi in nizkimi stenami (praecinctiones ali baltei), razdeljena pa na cunei ali zagozde, po stopnicah in hodnikih iz vomitoria. Vsaka vrsta (gradus) sedežev je bila oštevilčena, kar je omogočalo, da je vsak posamezen sedež natančno označen s svojo stopnjo, cuneusom in številko.

### Arena in hipogej
Sama arena je merila 83 x 48 m (280 x 163 rimskih čevljev). Sestavljena je bila iz lesenega dna, prekrrita s peskom (latinska beseda za pesek je harena ali arena), ki so prekrila podzemno strukturo, imenovano hipogej (dobesedno 'pod zemljo'). Hipogej ni bil del prvotne konstrukcije, ukazal ga je zgraditi cesar Domicijan. Od prvotnega dna arene je ostalo malo, hipogej pa je vedno dobro viden. Sestavljala ga je dvostopenjska podzemna mreža tunelov in kletk pod areno, kjer so bili tako gladiatorji kot živali pred začetkom tekmovanja. Osemdeset navpičnih jaškov je omogočalo takojšen dostop do arene za živali v kletkah in kulise, skrite pod temi; velike ploščadi s tečaji, imenovane hegmeta, tako da je bil omogočen dostop slonom in podobno. Večkrat so ga prestrukturirali; opaziti je dvanajst različnih faz gradnje. 
Hipogej je bil s predori povezan s številnimi točkami zunaj Koloseja. Živali in izvajalci so skozi predor pripeljali iz bližnjih hlevov, vojašnice gladiatorjev v Ludus Magnusu na vzhodu so bile tudi povezane s tuneli. Za cesarja in Vestalske device so bili zagotovljeni ločeni tuneli, ki so jim omogočili vstop in izstop iz Koloseja, ne da bi se morali prebiti skozi množice.
V hipogeju so bile tudi velike količine strojev. Dvigala in škripci so dvigali in spuščali kulise in rekvizite ter kletke živali na površino, da se sprostijo. Obstajajo dokazi o obstoju hidravličnih mehanizmov, po starih zapisih pa je bilo mogoče prizorišče hitro poplaviti, predvidoma s povezavo do bližnjega akvadukta. Vendar je gradnja hipogeja po Domicianovem zgledu končala prakso poplav in s tem tudi pomorske bitke že v začetku obstoja Koloseja.

### Spremljajoče zgradbe
Kolosej in njegove dejavnosti so podpirale veliko industrijo na tem območju. Poleg samega amfiteatra so bile na igre povezane številne druge zgradbe v bližini. Takoj proti vzhodu so ostanki Ludusa Magnusa, šole za vadbo gladiatorjev. Ta je bil s Kolosejem povezan s podzemnim prehodom, da je gladiatorjem omogočil enostaven dostop. Ludus Magnus je imel svojo miniaturno trening areno, ki je bil priljubljena atrakcija rimskih gledalcev. Na istem območju so bile tudi druge šole za usposabljanje, vključno z Ludus Matutinus (Jutranja šola), kjer so se usposabljali borci z živalmi, ter Dačanska in Galska šolo.
V bližini je bil tudi Armamentarium, ki je vseboval orožarno za shranjevanje orožja, Summum Choragium, kjer so bili shranjeni stroji, Sanitarium s prostori za zdravljenje ranjenih gladiatorjev in Spoliarium, kjer so truplom mrtvih gladiatorjev odvzeli oklep in jih odstranili.
Okrog oboda Koloseja, na razdalji 18 m, je bil niz visokih kamnitih stebrov, na vzhodni strani jih je ostalo pet. Za njihovo prisotnost so različna pojasnila; morda so bili verska meja ali zunanja meja za preverjanje vstopnic ali sidrišče za velarium.
Tik ob Koloseju je tudi Konstantinov slavolok.

## Uporaba
Kolosej je bil uporabljen za gostovanje gladiatorskih iger, pa tudi številne druge dogodke. Igre, imenovane munera, so vedno zagotavljali posamezniki z visokim statusom in bogastvom in ne država. Imele so močan verski element, vendar so bile tudi demonstracija moči in družinskega prestiža in so bile med prebivalstvom neizmerno priljubljene. Druga priljubljena vrsta iger je bil lov na živali ali venatio. Uporabljali so veliko različnih divjih zveri, ki so jih večinoma pripeljali iz Afrike in Bližnjega vzhoda, kot so nosorogi, povodni konji, sloni, žirafe, tur, zober, levi, leopardi, medvedi, kaspijski tigri, krokodili in noji. Bitke in lovi so bili pogosto uprizorjeni v zapletenih kompletih s premičnimi drevesi in zgradbami. Takšni dogodki so bili včasih zelo obsežni. Trajan naj bi slavil svoje zmage v Dakiji leta 107 z tekmovanji, v katerih je v 123 dneh sodelovalo 11.000 živali in 10.000 gladiatorjev. V pavzah za kosilo so izvajali usmrtitve ad bestias. Obsojene na smrt bi gole in neoborožene poslali v areno, da bi se soočili z zvermi, ki so jih dobesedno raztrgale. Druge predstave so priredili tudi akrobati in čarovniki, običajno med pavzo.
V prvih dneh Koloseja so antični pisci zapisali, da so stavbo uporabljali za naumachiae (pravilneje poznano kot navalia proelia) ali simulacija morske bitke. Poročila o uvodnih igrah, ki jih je imel Tit leta 80 opisujejo, da je bil Kolosej napolnjen z vodo za prikaz posebej izurjenih konj in bikov. Obstaja tudi podatek o ponovni izvedbi znamenite morske bitke med Grki iz Krfa in Korintčani. To je predmet razprav med zgodovinarji. Čeprav oskrba z vodo ne bi bila težava, ni jasno, kako bi bilo prizorišče lahko hidroizolirano, niti v areni ne bi bilo dovolj prostora, da bi se vojaške ladje lahko premikale. Domneva se, da so poročila bodisi napačna, bodisi da je bil Kolosej prvotno opremljen s širokim preplavljivim kanalom po njegovi osrednji osi (ki bi ga kasneje nadomestil hipogej).
Na prizorišču so bile tudi sylvae ali kreacije naravnih prizorov. Slikarji, tehniki in arhitekti so zgradili simulacijo gozda s pravimi drevesi in grmovjem, posajenimi v tleh arene in nato pripeljali živali. Takšne prizore bi lahko uporabili zgolj za prikaz naravnega okolja mestnemu prebivalstvu ali pa bi jih lahko uporabili kot ozadje za lov ali drame, ki so prikazovale epizode iz mitologije. Občasno so jih uporabljali tudi za usmrtitve, v katerih je bil junak zgodbe, ki ga je igrala obsojena oseba, umorjen na enega od različnih grozovitih, a mitološko verodostojnih načinov, kot so bili izganjanje zveri ali sežiganje do smrti.

### Danes
Kolosej je danes velika turistična atrakcija v Rimu, na tisoče turistov vsako leto vstopi na ogled notranjega prizorišča. Zdaj je muzej, posvečen Erosu, ki je v zgornjem nadstropju zunanje stene stavbe. Del nadstropja arene je bil obnovljen. Pod Kolosejem je mreža podzemnih prehodov, ki so jih nekoč uporabljali za prevoz divjih živali in gladiatorjev do arene, odprta za javnost poleti 2010.
Kolosej je tudi mesto rimskokatoliških slovesnosti v 20. in 21. stoletju. Papež Benedikt XVI. je na primer v Koloseju na Veliki petek vodil Križev pot (ki zahteva večjo meditacijo).

## Obnova
Leta 2011 Diego Della Valle, je vodja čevljarske družbe Tod's, z lokalnimi uradniki sklenil sporazum o sponzoriranju obnovitve Koloseja v višini 25 milijonov evrov. Delo naj bi se začelo konec leta 2011 in trajalo do dve leti in pol. Zaradi sporne narave uporabe javno-zasebnega partnerstva za financiranje restavriranja se je delo zavleklo in se začelo leta 2013. Restavriranje je prvo popolno čiščenje in popravilo v zgodovini Koloseja. Prva faza je čiščenje in obnavljanje arkadne fasade in zamenjava kovinskih ohišij, ki blokirajo pritlične loke. Končni izdelek tega dela je bil predstavljen 1. julija 2016, ko je italijanski kulturni minister Dario Franceschini prav tako sporočil, da so bila sredstva zagotovljena za nadomestitev nadstropij do konca leta 2018. To bo zagotovilo oder, ki bo, po besedah Franceschinija, uporabljen za »kulturne dogodke najvišje ravni«.  Projekt načrtuje tudi ustanovitev storitvenega centra in obnovo galerij in podzemnih prostorov znotraj Koloseja. Za vodenje po obnovljenem čudežu, je bil odprt 1. novembra 2017.